# Kraftwerk Great Island
Das Kraftwerk Great Island (englisch Great Island power station, irisch stáisiún cumhachta an Oileáin Mhóir) ist ein GuD-Kraftwerk im County Wexford, Irland, das am linken Ufer des River Barrow liegt. Die installierte Leistung beträgt 460 MW. Das Kraftwerk ist im Besitz von SSE und wird auch von SSE betrieben.

## Kraftwerksblöcke
Das Kraftwerk besteht mit Stand November 2023 aus einem Block, der in Betrieb ist. Die folgende Tabelle gibt einen Überblick:
| Block | GT/DT | Max. Leistung (MW) | Betriebsbeginn | Turbine | Generator | Dampfkessel    | Status      |
| ----- | ----- | ------------------ | -------------- | ------- | --------- | -------------- | ----------- |
| 1     |       | 60                 | Dezember 1967  | Parsons | Parsons   |                | Stillgelegt |
| 2     |       | 60                 | April 1968     | Parsons | Parsons   |                | Stillgelegt |
| 3     |       | 120                | 1972           | Parsons | Parsons   |                | Stillgelegt |
| 4     | GT    |                    | September 2014 | MHI     | MHI       | Nooter/Eriksen |             |
| 4     | DT    |                    | September 2014 | MHI     | MHI       |                |             |

Mit dem Bau des Kraftwerks wurde 1963 begonnen; der erste Block ging im Dezember 1967 in Betrieb. Die Blöcke 1 bis 3 wurden mit Schweröl befeuert; bei Volllast wurden ca. 1500 Tonnen Öl pro Tag benötigt.
Der Block 4 besteht aus einer Gasturbine sowie einer nachgeschalteten Dampfturbine, die an eine gemeinsame Welle (single-shaft) angeschlossen sind. Die Turbinen wurden von MHI geliefert. Die Gasturbine wurde im September 2014 erstmals mit dem Netz synchronisiert; der kommerzielle Betrieb wurde 2015 aufgenommen.

## Sonstiges
Die Kosten für die Errichtung des GuD-Kraftwerks werden mit 330 Mio. EUR angegeben. Der erzeugte Strom wird über eine 220-kV-Leitung abgeführt. Im März 2022 musste das Kraftwerk nach einem Schaden an der Turbine vom Netz genommen werden; es sollte den Betrieb am 21. Juni des Jahres wieder aufnehmen.